# Natriumsulfid
Natriumsulfid är ett salt som i torrt tillstånd har beteckningen Na2S. Ämnet är dock hygroskopiskt, det vill säga det tar upp vatten ur luften, och bildar då ett hydrat med formeln Na2S · 9H2O. Båda varianterna är lättlösliga i vatten och ger starkt basiska lösningar där i stort sett alla sulfidjoner S2– har tagit upp protoner från vattnet och bildat HS–; till viss del även H2S (vätesulfid), vilket i fuktig luft ger ämnet en lukt som av ruttna ägg.
Industriellt framställs ämnet genom att låta natriumsulfat reduceras tillsammans med kol.
Tillsammans med syror avges snabbt giftig vätesulfid.